# Teucholabis ducalis
Teucholabis ducalis är en tvåvingeart som beskrevs av Alexander 1949. Teucholabis ducalis ingår i släktet Teucholabis och familjen småharkrankar. Inga underarter finns listade i Catalogue of Life.